# おばこ大橋
おばこ大橋（おばこおおばし）は、山形県酒田市と東田川郡三川町に架かる橋。

## 概要
庄内地方を流れ、日本海に注ぐ赤川に架かる橋であり、酒田市と三川町を跨ぐ。国道7号が通り、三川バイパスの工事に伴い建設された橋である。
1992年に着工し、1996年10月に開通。おばこ大橋及び三川バイパスの開通により庄内空港へのアクセスや酒田市 - 三川町 - 鶴岡市などを往来する車の利便性が向上した。おばこ大橋の"おばこ"は庄内方言で娘や女性を指しており、橋の名称は一般の公募により決定した。
高欄レリーフに三川町在住の日本画家　梅木宗峯氏の「庄内おばこと稲穂」の絵が選ばれた。

## 周辺

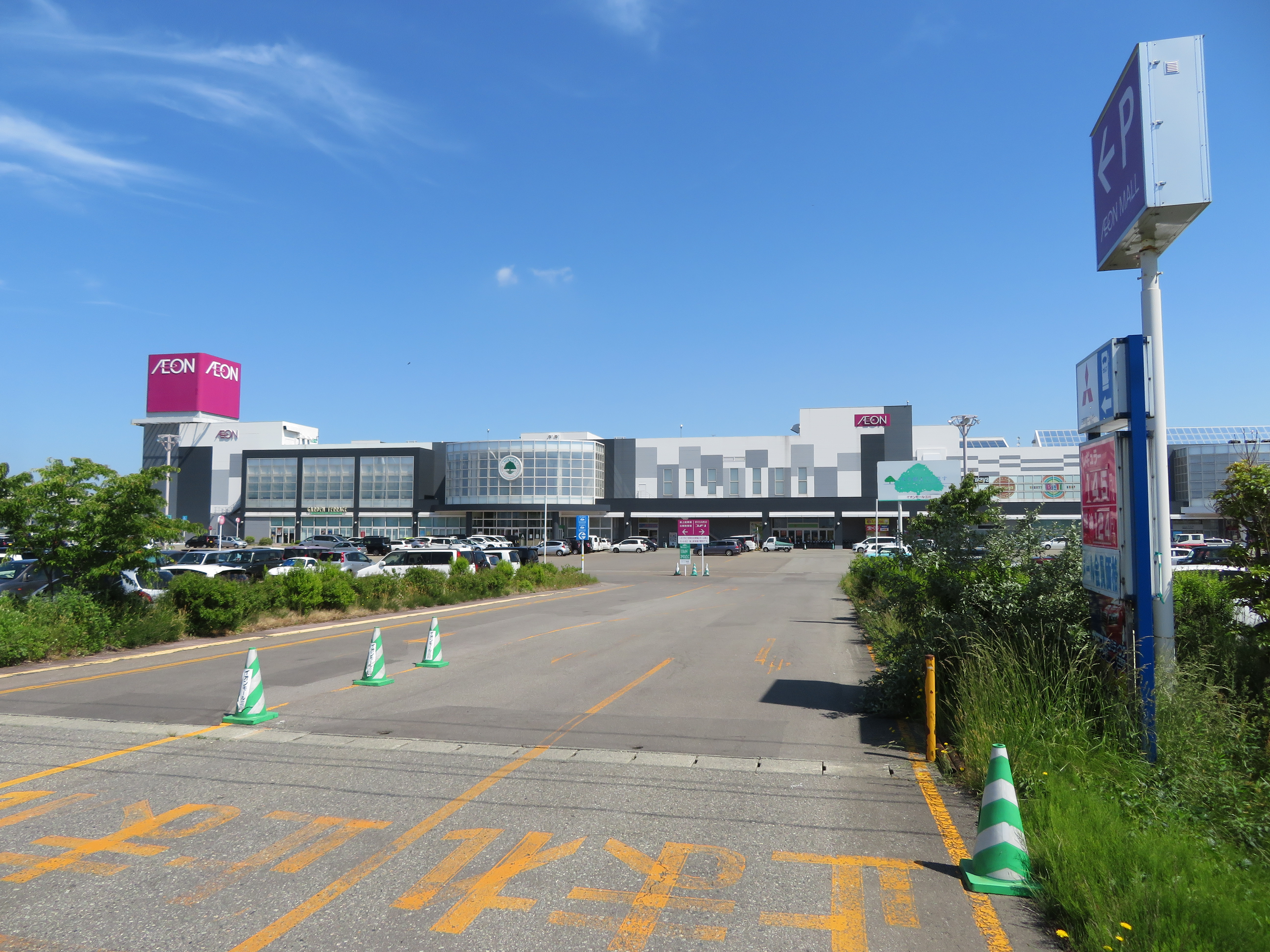
橋の周辺に立地するイオンモール三川

- イオンモール三川